# Rosa Bonheur
Marie Rosalie Bonheur, més coneguda com a Rosa Bonheur (16 de març de 1822 – 25 de maig de 1899), fou una artista francesa, animalière (pintora d'animals) i escultora, coneguda pel seu realisme artístic. Les seves pintures més conegudes són Llaurant al Nivernais, exhibida per primera vegada al Saló de París el 1848 i actualment al Museu d'Orsay de París, i Fira de cavalls, que fou exhibida al Saló de 1852 i actualment es troba al Metropolitan Museum of Art de Nova York. Bonheur és considerada una de les pintores més famoses del segle xix.

## Biografia
El seu pare, Raymond Bonheur, també va ser pintor. La seva mare va ser adoptada per un ric comerciant bordelès, Jean-Baptiste Dublan de Lahet. Rosa Bonheur imaginava que el misteri dels seus orígens amagava algun secret d'estat, que era de sang reial, però en l'actualitat se sap que el seu protector, Dublan de Lahet, era en realitat el seu avi.

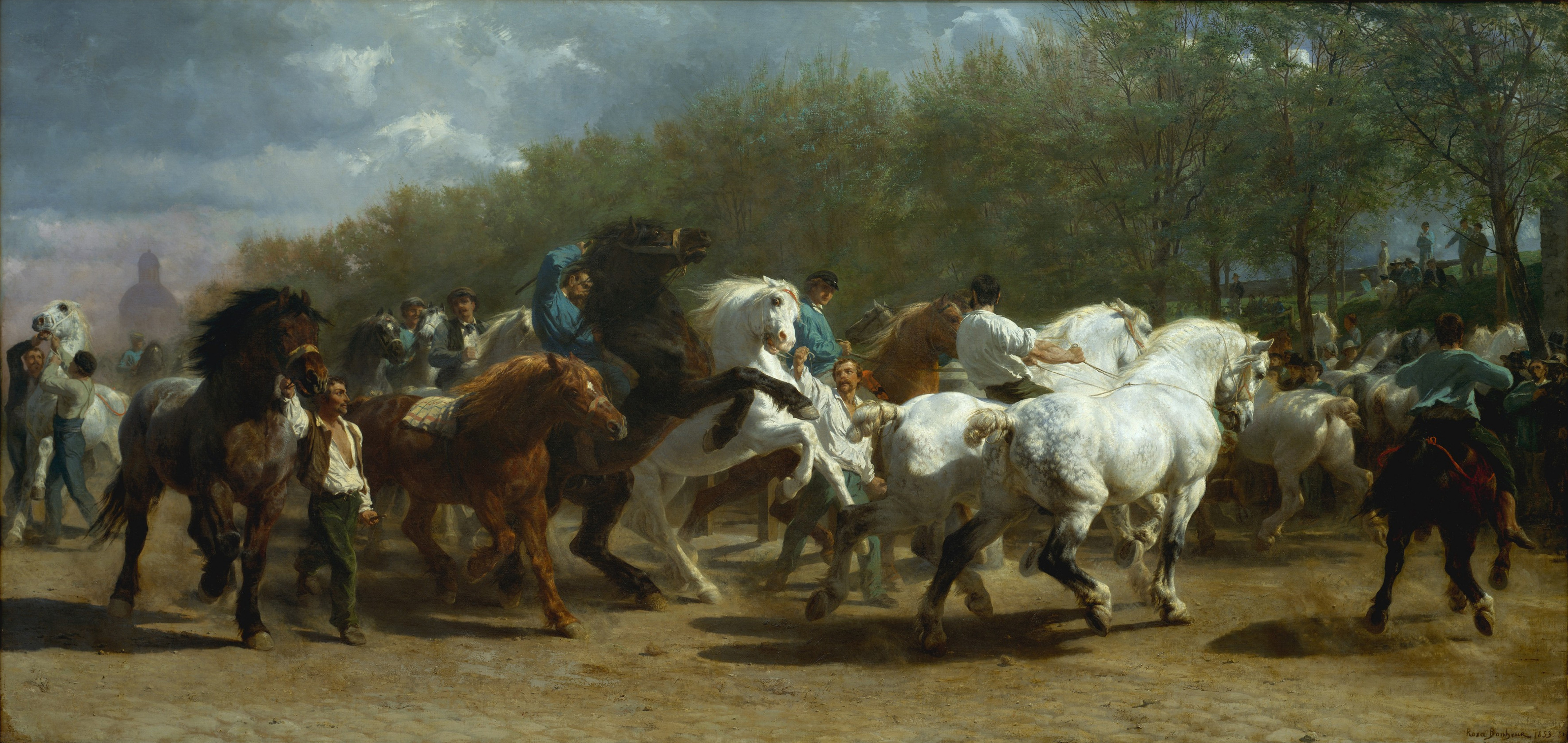
Rosa Bonheur, Fira de cavalls, 1853 (Museu Metropolità d'Art, Nova York).

Va viure molts anys a Château Grimont (Quinsac), prop de Bordeus. Va ser allà on es va començar la reputació de gallimarsot («Jo era el més noi de tots»), reputació que la va lluir tota la seva vida i que no va buscar desmentir. Ella portava el cabell curt i fumava havans.
Era lesbiana, va viure dues relacions amoroses, una amb Nathalie Micas, la qual va conèixer el 1837 (quan Rosa tenia 14 anys i Nathalie 12). Totes dues eren pintores, i van estar juntes fins a la mort de Nathalie, l'any 1889. Després de la mort de Nathalie Micas, va establir una relació amb la nord-americana Anna Elizabeth Klumpke, també pintora, amb la qual va viure deu anys, fins a la seva mort i la qual va ser la seva hereva universal. Això no va provocar cap escàndol, malgrat l'època, a causa de la seva fama d'excèntrica.
Va exposar per primera vegada al Saló de París de 1843. Va obtenir una medalla de tercera classe en el Saló de 1845 i una medalla d'or en el de 1848. L'any següent, va exposar Labourage nivernais («Llaurant al Nivernais», Museu d'Orsay), encàrrec estatal. Amb la Fira de cavalls (MET, Nova York), presentat al Saló de París de 1853, va conèixer una glòria internacional que li va valer per efectuar viatges en el curs dels quals li van presentar personalitats com la reina Victòria. Va conèixer també l'emperadriu Eugenia, i fins i tot el Coronel Cody (Buffalo Bill), que li ofereix una autèntica panòplia de sioux.

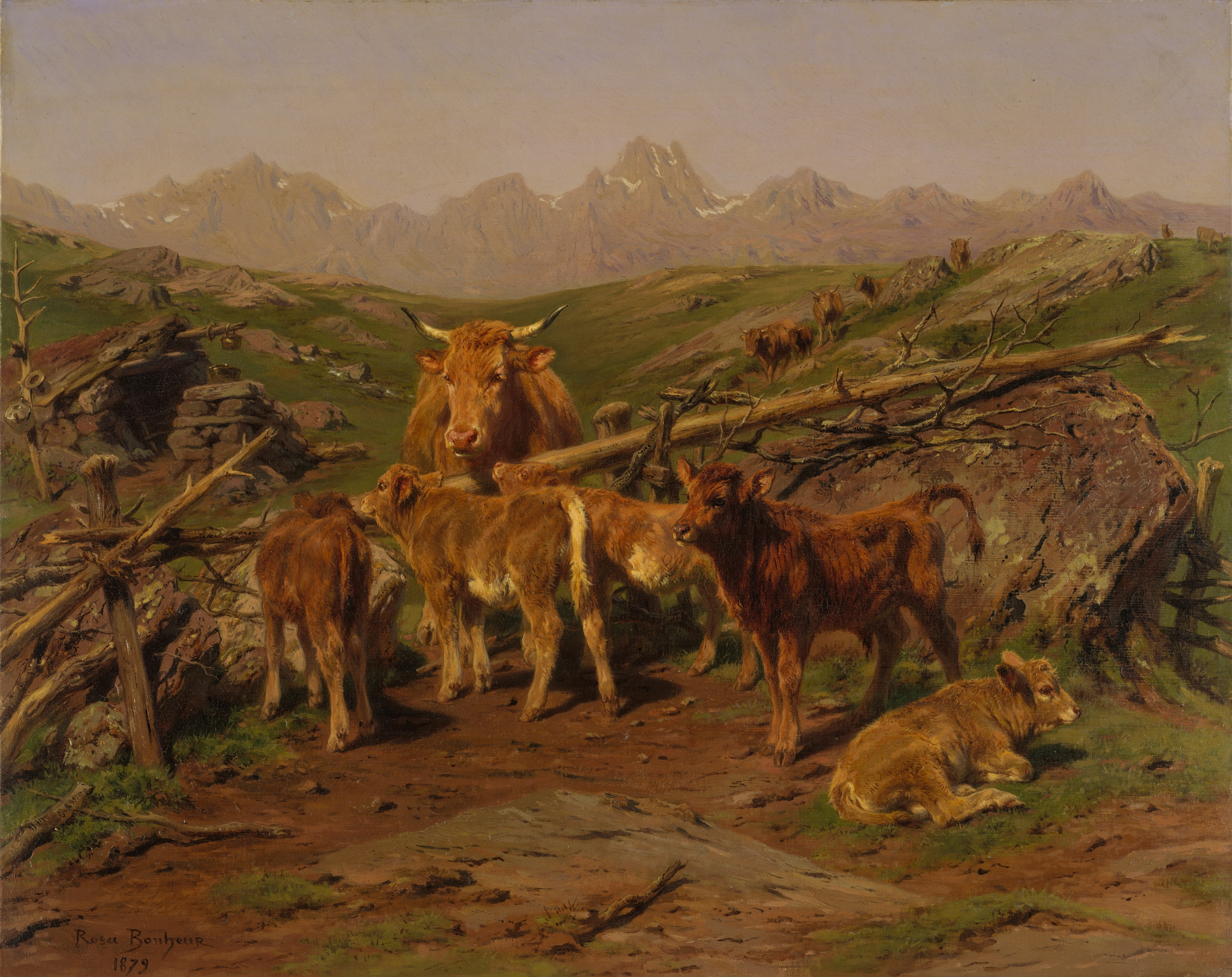
Vedells, 1879.

El 1859, es va instal·lar a By, al municipi de Thomery en Sena i Marne on va establir el seu taller i va arreglar espais per als seus animals. Primera dona artista a haver-hi estat condecorada amb l'ordre de la Legió d'honor en 1865 —va rebre aquesta distinció de les mans de la mateixa emperadriu— va ser ascendida a Oficial d'aquest Orde a l'abril de 1894. Va morir el 25 de maig de 1899, en el château de By i va ser inhumada al Cementiri del Père-Lachaise (divisió 74).
S'explica l'anècdota que Rosa Bonheur va haver de sol·licitar a les autoritats policials l'autorització per vestir-se d'home —o més concretament, portar pantalons— per freqüentar les fires de bestiar on prenia anotacions del natural (autorització de disfressa, renovable cada sis mesos per la prefectura de París).
Es pot visitar el taller de Rosa Bonheur en el museu-castell de By, a Thomery, prop del bosc de Fontainebleau.